# Гней Корнелий Цина Магн
Гней Корнелий Цина Магн (на латински: Gnaeus Cornelius Cinna Magnus; * между 47 пр.н.е. и 35 пр.н.е.) е политик на ранната Римска империя.

## Биография
Цина е внук по майчина линия на Помпей Велики, от когото получава името Magnus, и по бащина линия на Луций Корнелий Цина (консул 87 до 84 пр.н.е.). Той е син на Луций Корнелий Цина (претор 44 пр.н.е. и суфектконсул 32 пр.н.е) и Помпея, дъщеря на Помпей Велики и Муция Терция. Брат е на Корнелия Помпея, която се омъжва за Луций Скрибоний Либон (консул през 16 г.).
Цина е през гражданската война през 32 – 30 пр.н.е. противник на Октавиан, но е помилван, също и след заговор против Август (както Октавиан се казва от 27 пр.н.е.) между 16 до 13 пр.н.е.
Вече доста възрастен той става през 5 г. консул заедно с Луций Валерий Месала Волез. Умира преди Август, който прави свой наследник.
Цина е понтифекс.